# Paratropididae
Paratropididae é uma pequena família de aranhas, estreitamente aparentadas com as tarântulas, com distribuição natural da América do Sul ao sul do México e máxima biodiversidade nas bacias dos rios Amazonas e Orinoco.

## Taxonomia
A família Paratropididae inclui os seguintes géneros e espécies:
- Anisaspis Simon, 1891[2]
  - Anisaspis awa Sherwood, Brescovit & Lucas, 2023[3] (Equador)
  - Anisaspis camarita Perafán, Galvis & Pérez-Miles, 2019[4] (Colômbia)
  - Anisaspis tuberculata Simon, 1891[2] (St. Vincent) *
- Anisaspoides F. O. P-Cambridge, 1896[5]
  - Anisaspoides gigantea F. O. P-Cambridge, 1896[5] (Brasil) *
- Paratropis Simon, 1889[6]
  - Paratropis arenosa Dupérré & Tapia, 2024[7] (Equador)
  - Paratropis carcosita Dupérré & Tapia, 2024[7] (Equador)
  - Paratropis celiae Santos et al., 2025[8] (Brasil)
  - Paratropis cryptica Dupérré & Tapia, 2024[7] (Equador)
  - Paratropis elicioi Dupérré, 2015[9][10] (Equador)
  - Paratropis esmeraldas Dupérré & Tapia, 2024[7] (Equador)
  - Paratropis florezi Perafán, Galvis & Pérez-Miles, 2019[4] (Colômbia)
  - Paratropis kapak Dupérré & Tapia, 2024[7] (Equador)
  - Paratropis manauara Santos et al., 2025[8] (Brasil)
  - Paratropis minuscula Almeida & de Morais, 2022[11] (Guiana)
  - Paratropis otonga Dupérré & Tapia, 2020[10] (Equador)
  - Paratropis papilligera F. O. P.-Cambridge, 1896[4][12] (Brasil)
  - Paratropis pasochoa Dupérré & Tapia, 2024[7] (Equador)
  - Paratropis pristirana Dupérré & Tapia, 2020[10] (Equador)
  - Paratropis pukallucha Dupérré & Tapia, 2024[7] (Equador)
  - Paratropis sanguinea Mello-Leitão, 1923[13] (Brasil)
  - Paratropis scruposa Simon, 1889[6] (Peru) *
  - Paratropis seminermis Caporiacco, 1955[14] (Venezuela)
  - Paratropis tortue Sherwood, Lucas & Brescovit, 2023[15] (Guiana Francesa)
  - Paratropis tuxtlensis Valdez-Mondragón, Mendoza & Francke, 2014[16] (México)
  - Paratropis vulcanix Santos et al., 2025[8] (Colômbia)
- Stormtropis Perafán, Galvis & Pérez-Miles, 2019[4]
  - Stormtropis colima Perafán, Galvis & Pérez-Miles, 2019[4] (Colômbia)
  - Stormtropis muisca Perafán, Galvis & Pérez-Miles, 2019[4] (Colômbia)
  - Stormtropis paisa Perafán, Galvis & Pérez-Miles, 2019[4] (Colômbia)
  - Stormtropis parvum Perafán, Galvis & Pérez-Miles, 2019[4] (Colômbia) *